# Putte Wickman
Hans Olof Putte Wickman, ursprungligen Hans Olof Wickman, född 10 september 1924 i Kristine församling i Falun, död 14 februari 2006 i Grycksbo församling, var en svensk klarinettist, framför allt inom jazz. Han var självlärd som klarinettist.

## Biografi
Wickman växte upp i Stora Tuna utanför Borlänge. Efter gymnasiestudierna i Stockholm fick han 1944 sommarjobb i Hasse Kahns orkester. Senare på 1940-talet startade han en egen sextett som spelade Benny Goodman-jazz men även modernare musik. Denna sextett höll ihop till mitten av 1960-talet.
Under senare år gjorde Wickman kyrkokonserter tillsammans med gitarristen Göran Fristorp och pianisten Jan Lundgren. År 2004 medverkade han i hyllningsshowen A tribute to Putte som hölls med anledning av hans 80-årsdag, med bland andra Povel Ramel, Svante Thuresson, Jan Lundgren och Anders Berglunds storband.
År 2005 uppträdde han på jazzfestivalen i Norrtälje, samt på turnén Wickmans wänner med Anders Berglunds storband och bland andra Björn Skifs, Jill Johnson och Sarah Dawn Finer som sångare. Wickman har även turnerat tillsammans med Jan Slottenäs Storband.

### Familj

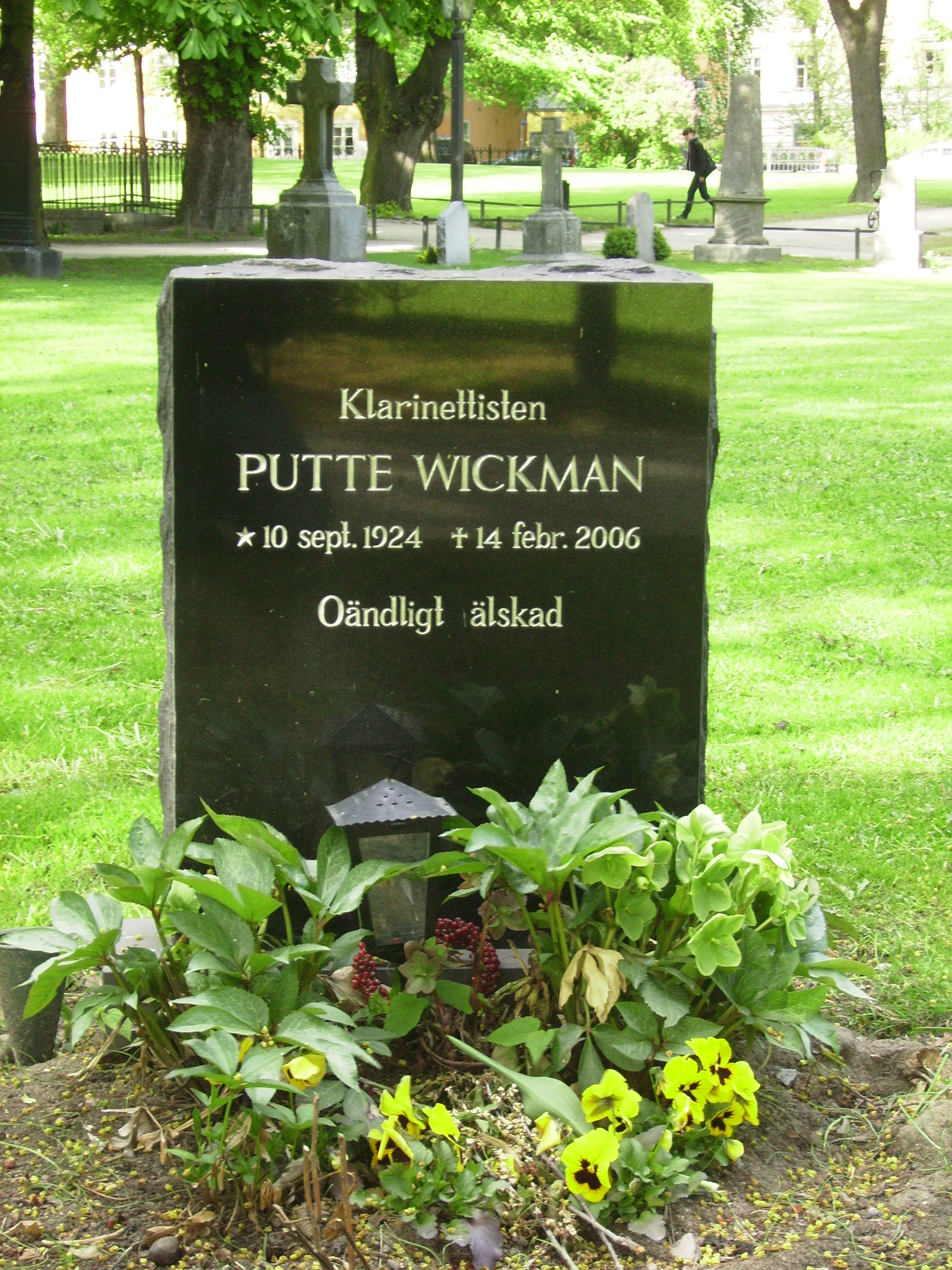
Putte Wickmans gravvård på Katarina kyrkogård, Stockholm.

Putte Wickman var gift med Estelle Christensen 1948–1957, senare Nivaro, dotter till Axel Christensen, med skådespelaren Catrin Westerlund från 1957 till hennes död 1982 samt från 1986 med Sylvia Wickman, som överlevde honom. Han fick fyra barn: Basse Wickman och Maria Wickman i det första äktenskapet samt Jesper och Charlotta i andra giftet.

## Priser och utmärkelser
- 1973 – Gyllene skivan för Happy New Year
- 1984 – Fonogrampriset för Double Play (med Claes Crona, piano)
- 1992 – Thore Ehrling-stipendiet
- 1994 – Ledamot nr 895 av Kungliga Musikaliska Akademien
- 1994 – Illis Quorum, 8:e storleken
- 1999 – Jussi Björlingstipendiet
- 1999 – Django d'Or som "Master of Jazz"
- 2005 – Litteris et Artibus

## Diskografi (urval)
- 1966 – Putte Wickman Meets Sivuca
- 1973 – Happy New Year!
- 1981 – Stockholm '81 (med John Lewis och Red Mitchell)
- 1982 – Lapponian Suite av Nils Lindberg
- 1982 – Putte Wickman & Sivuca
- 1984 – Slukefter blues (med John Lewis m.fl.)
- 1984 – Desire (med Janne Schaffer, Björn J:son Lindh, Magnus Persson m.fl.)
- 1985 – Mr Clarinet (med Janne Schaffer, Björn J:son Lindh, Per Lindvall m.fl.)
- 1988 – Wickman in Wonderland
- 1989 – Så skön som solen (med Ivan Renliden m.fl.)
- 1991 – Fine Together (med Visby Big Band)
- 1993 – Bewitched (Putte Wickman and Trios)
- 1993 – Time after Time (med Gävleborgs symfoniorkester, dirigent Gustaf Sjökvist)
- 1993 – Live in Finland (med Andreas Pettersson Trio)
- 1995 – Happy Together (med Arne Domnérus)
- 1995 – In Silhouette
- 1995 – On a Friday
- 1997 – Back to the Future (med Anders Berglunds storband, Björn Skifs, Viktoria Tolstoy, Svante Thuresson)
- 1997 – Interchange (med Claes Crona Trio)
- 1998 – Django d'Or (med Babik Reinhardt m.fl.)
- 1999 – The Champs (med Buddy De Franco & Claes Crona Trio)
- 2001 – A Tribute to the Great Big Bands (med Jan Lundgren & Jan Slottenäs Storband)
- 2002 – Two of a Kind (med Eddie Daniels och Claes Crona Trio)
- 2004 – En sommarkonsert (med Jan Lundgren och Göran Fristorp)
- 2004 – We Will Always Be Together (med Jan Lundgren, Jesper Lundgaard och Alex Riel)
- 2004 – Putte 80 – Putte Wickman på Gazell (Samlingsalbum med diverse andra artister)
- 2005 – Kinda Dukish (med Ernie Wilkins Almost Big Band)
- 2005 – An Intimate Salute to Frankie (med Jan Lundgren)

## Filmografi[7]
- 1948 – Kärlek, solsken och sång
- 1949 – Kvinnan som försvann
- 1953 – I dimma dold (klarinettist i dansorkestern)
- 1990 – Putte à la Clarinette (59 min) producerad av Jonas Sima  för SVT Göteborg.
- 1991 – Putte på Stampen (ca 20 min) producerad av Jonas Sima för SVT Göteborg, 1990-91.

### Musik
- 1966 – Ormen

### Webbkällor
- Putte Wickman på Orkesterjournalens Jazzbiografier
- Putte Wickman på Svensk musik, film och revyer 1900–1960
- Putte Wickman på Discogs

### Fotnoter
1. ↑  ”Putte Wickman - Lisepedia”. www.lisepedia.se. Arkiverad från originalet den 25 juni 2022. https://web.archive.org/web/20220625144712/http://lisepedia.se/Putte_Wickman.html. Läst 31 maj 2022.
2. ↑  Sveriges dödbok 1901-2009, CD-ROM, Sveriges Släktforskarförbund 2010
3. ↑  "Putte Wickman är död" Arkiverad 11 mars 2007 hämtat från the Wayback Machine. av Sven Malm, Svenska Dagbladet (14 februari 2006)
4. ↑  "Tonen har klingat ut" av Måns Wallgren, Dagens Nyheter (14 februari 2006)
5. ↑  Tony Kaplan (14 februari 2006). ”Jazzkungen är död”. Expressen. https://www.expressen.se/nyheter/jazzkungen-ar-dod/. Läst 8 januari 2011.
6. ↑  Alexander Agrell (14 februari 2006). ”Musikern Putte Wickman död”. Sydsvenskan. https://www.sydsvenskan.se/2006-02-14/musikern-putte-wickman-dod. Läst 29 april 2009.
7. ↑  Putte Wickman på Svensk Filmdatabas